# Harry Brewster
Harry Brewster (Róma, 1909. november 21. – London, 1999. július 2.), születési neve: Henry Christopher Brewster, amerikai író, Ralph Brewster öccse.

## Élete
1909-ben született Rómában. Szülei Christopher Henry Brewster (1880–1929) és Elisabeth von Hildebrand (1879–1957). Testvérei Ralph Brewster (1904–1951) író és Clotilde „Clocho” Brewster festő.

## Művei
- Brewster, Harry: Cosmopolite's Journey: Episodes from a Life, I. B. Tauris, London, 1998. ISBN 1860642624
- Brewster, Harry: The River Gods of Greece: Myths and Mountain Waters in the Hellenic World, I. B. Tauris, London, 1997. ISBN 1860642071
- Brewster, Harry: Classical Anatolia: The Glory of Hellenism, I. B. Tauris, London, 1994. ISBN 1850437734
- Brewster, Harry: Out of Florence: From the World of San Francesco di Paola, I. B. Tauris, London, 2001. ISBN 1860645437
- Brewster, Harry: Where The Trout Sing, Hamilton, London, 1969. ISBN 0241017262